# Florian David Fitz

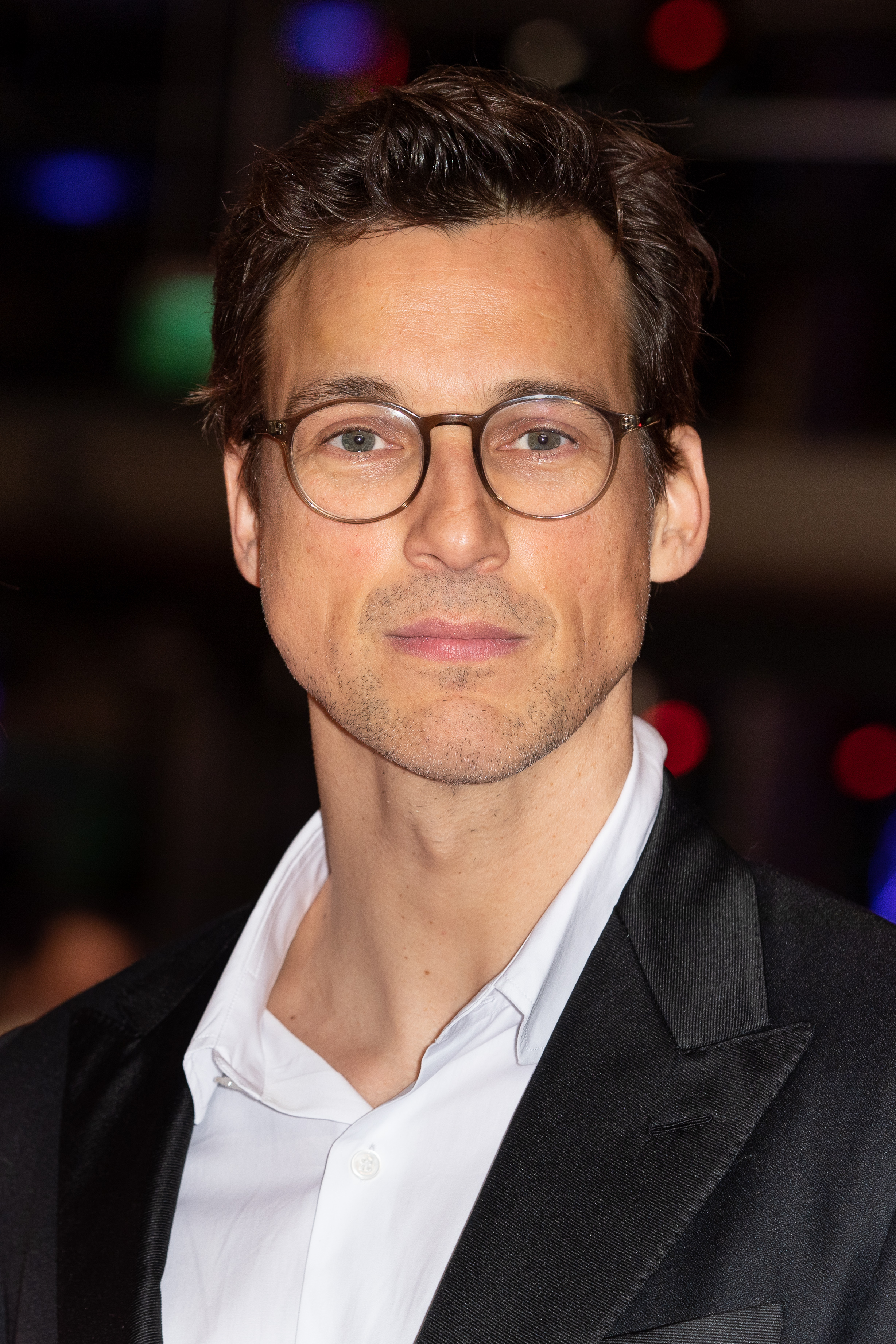
Florian David Fitz (2020)

Florian David Fitz (* 20. November 1974 in München als Florian Ingo Ulrich Fitz) ist ein deutscher Schauspieler, Drehbuchautor und Filmregisseur.

## Leben
Florian David Fitz stammt aus einer Seitenlinie der Künstlerfamilie Fitz; er ist ein Cousin zweiten Grades von Michael und Lisa Fitz. Sein Großvater, Josef Fitz, und Hans Fitz, der Großvater von Michael und Lisa Fitz, waren Brüder. Fitz wurde katholisch erzogen, trat aber später aus der Kirche aus. Seine Eltern, Karlhans und Gabriele Fitz, waren Besitzer eines Münchner Hotels, das aktuell von Fitz’ älterer Schwester, Stefanie, weitergeführt wird.
Fitz lebt in München. Er spricht fließend Englisch und Spanisch, spielt Saxophon und Klavier. Fitz ist im Alter von 45 Jahren Vater von Zwillingen geworden, seine Zwillinge kamen im Januar 2021 zur Welt.

## Karriere

### Ausbildung und Theater
Fitz besuchte das Elsa-Brändström-Gymnasium in München. Nach dem Abitur absolvierte er ab 1994 eine Ausbildung in Schauspiel und Gesang am Boston Conservatory (seit 2016: Boston Conservatory at Berklee), wo er nach einem Jahr ein Stipendium erhielt und unter anderem in den Theaterstücken Marat/Sade, Equus und The Winter's Tale mitwirkte. Das Studium schloss er 1998 als Bachelor of Fine Arts ab. Im Anschluss verbrachte Fitz ein Jahr in New York City, wo er unter anderem als Kellner bei Christie’s jobbte. 1999 übernahm er eine Rolle in The Rocky Horror Show und tourte durch Italien, Österreich, die Schweiz und Deutschland. Zurück in Deutschland nahm er privaten Schauspielunterricht bei Helga Engel (1931–2015), einer Dozentin der Otto-Falckenberg-Schule. Eine Bewerbung am Deutschen Theater in Berlin ging nicht über ein Vorsprechen hinaus. 1999 schloss er sich dem Münchner Volkstheater an und wirkte in Der Marquis von Keith unter der Regie von Ruth Drexel mit.

### Film und Fernsehen

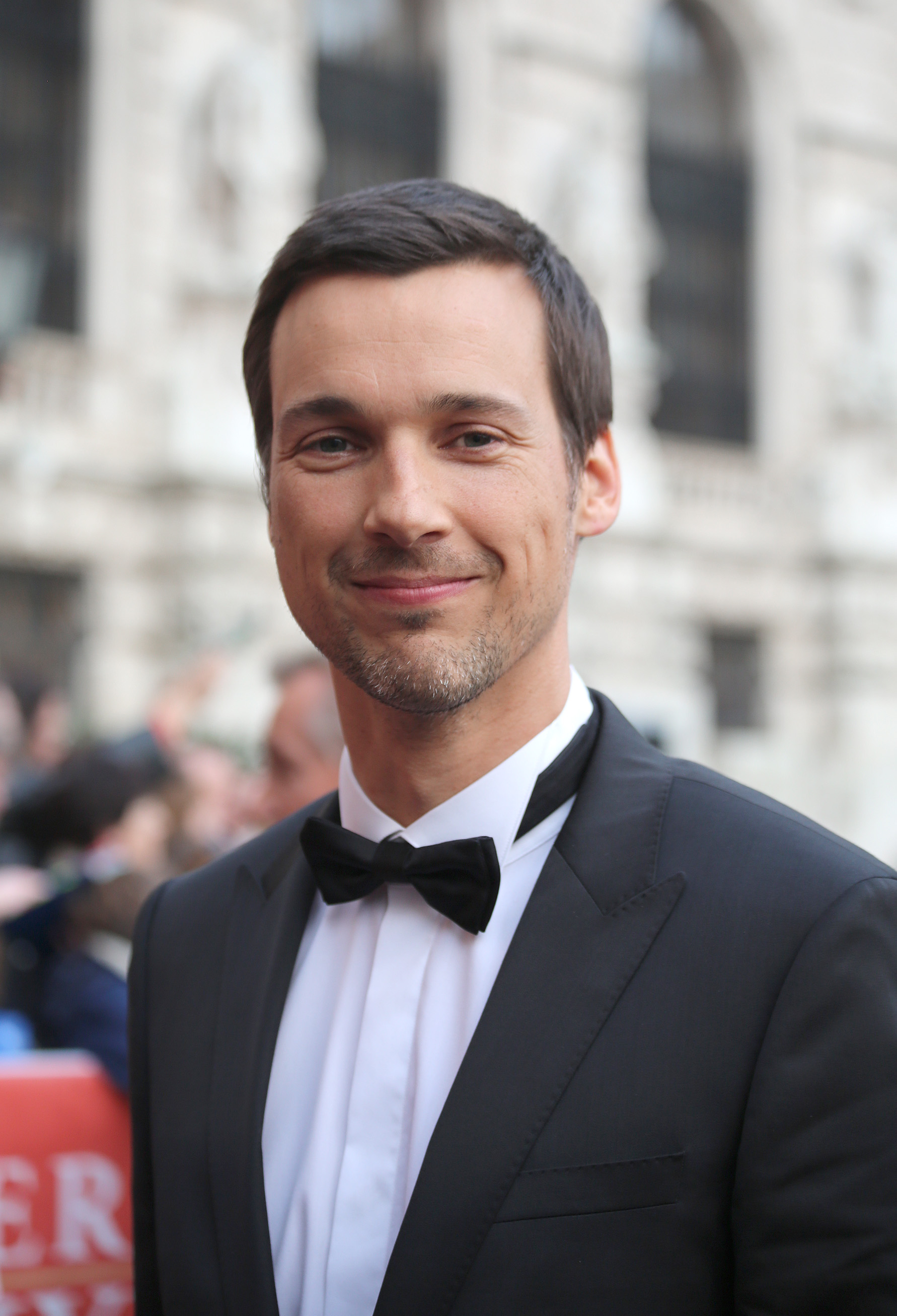
Florian David Fitz (2013)

Seine erste Fernsehrolle übernahm Fitz im Herbst 1999 in einer Folge der Serie Der Bulle von Tölz, in der auch Ruth Drexel und Lisa Fitz als seine Mutter mitwirkten, noch unter dem Namen Florian Fitz Jr. Um Verwechslungen mit dem Schauspieler Florian Fitz zu vermeiden, mit dem er nicht verwandt ist, wählte er schließlich als zweiten Vornamen „David“. 2002 war Fitz in der 26-teiligen ARD-Vorabendserie Verdammt verliebt zu sehen. 2004 übernahm er eine Rolle in der Serie Berlin, Berlin. Ab 2005 stand er für die Sat1-Serie LiebesLeben vor der Kamera. Ab 2007 war Fitz in der ZDF-Serie Doktor Martin zu sehen. Von 2008 bis 2011 spielte Fitz als Oberarzt eine Hauptrolle in der Fernsehserie Doctor’s Diary.
In Kinofilmen wirkte Fitz erstmals in Percy Adlons Hawaiian Gardens (2000) und in der deutsch-kanadischen Produktion Ice Planet (2001) mit. Neben kleineren Produktionen stand er 2004 in Mädchen, Mädchen 2 – Loft oder Liebe vor der Kamera. Es folgten Rollen in den Fernsehfilmen Liebe hat Vorfahrt (2005), Ausgerechnet Weihnachten (2005) und in der Rosamunde-Pilcher-Reihe des ZDF (2005). In letzterem spielte er mit Anja Knauer und Alexandra Schalaudek, die seither zu seinem privaten Freundeskreis zählen. 2007 wurde Fitz für seine Leistung in Meine verrückte türkische Hochzeit ausgezeichnet. Im Anschluss trat er in zahlreichen Fernsehproduktionen auf. Im Oktober 2009 war Fitz im Kinofilm Männerherzen neben Til Schweiger und Christian Ulmen auf der Kinoleinwand zu sehen. Um das Drehbuch für den Film Vincent will Meer (2010), in dem er selbst die Hauptfigur spielte, zu schreiben, hatte Fitz sich bei der Drehbuchwerkstatt München eingeschrieben. 2011 stand er in der Männerherzen-Fortsetzung Männerherzen … und die ganz ganz große Liebe erneut an der Seite von Til Schweiger vor der Kamera. 2012 gab er mit der Filmkomödie Jesus liebt mich sein Debüt als Regisseur. Es handelt sich um die Verfilmung eines Romans von David Safier. Fitz übernahm auch die männliche Hauptrolle und verfasste das Drehbuch. 2013 war er neben Henry Hübchen in der Filmkomödie Da geht noch was zu sehen; der Film kam im September desselben Jahres in die Kinos.
2013 drehte Fitz zusammen mit Julia Koschitz, Jürgen Vogel, Miriam Stein, Volker Bruch und Hannelore Elsner die Tragikomödie Hin und weg unter der Regie von Christian Zübert. Im Jahr 2015 wurde sein Film Der geilste Tag gedreht. Fitz schrieb das Drehbuch, führte Regie und stand gemeinsam mit Hauptdarsteller und Produzent Matthias Schweighöfer vor der Kamera. Im Fernsehdrama Kästner und der kleine Dienstag (2016) wirkte Fitz als Darsteller von Erich Kästner unter der Regie von Wolfgang Murnberger mit. Im Spätsommer 2017 drehte Fitz unter dem Regisseur Sönke Wortmann an der Seite von Iris Berben, Christoph Maria Herbst u. a. für die Neuverfilmung der französischen Komödie Der Vorname von Alexandre de La Patellière. Im Film 100 Dinge (2018), bei dem er gleichzeitig auch wieder Drehbuchautor und Regisseur war, stand Fitz wieder zusammen mit Matthias Schweighöfer vor der Kamera.
In Sönke Wortmanns Kinofilm Der Nachname (2022), der Fortsetzung von Der Vorname, ist Fitz erneut als Thomas Böttcher zu sehen. Im Dezember desselben Jahres erschien der Transgender-Film Oskars Kleid, eine Zusammenarbeit mit dem Regisseur Hüseyin Tabak, nach einem Drehbuch von Fitz, mit Fitz in der Hauptrolle an der Seite von Senta Berger, Marie Burchard und Burghart Klaußner.

## Auszeichnungen
Florian David Fitz wurde für seine Rolle in Verdammt verliebt 2001 mit dem Rising Movie Talents Award (Nachwuchspreis des Filmfestes München) ausgezeichnet. 2007 wurde ihm für Meine verrückte türkische Hochzeit, stellvertretend für das Darstellerteam, der Adolf-Grimme-Preis verliehen. Im Jahr 2008 war er für seine Rolle in Doctor’s Diary für den Deutschen Fernsehpreis in der Kategorie „Bester Schauspieler Nebenrolle“ nominiert.
2010 erhielt er für seine schauspielerische Leistung in Vincent will Meer den Bambi in der Kategorie „Schauspieler national“. Für sein an der Drehbuchwerkstatt München entwickeltes Buch zu dem Film erhielt Fitz den Bayerischen Filmpreis 2010, zudem gewann Vincent will Meer den Publikumspreis beim Bayerischen Filmpreis, 2011 den Deutschen Filmpreis als „Bester Film“ und Fitz in der Kategorie „Bester Hauptdarsteller“. 2015 erhielt er den Publikumspreis Jupiter Award in der Kategorie „Bester Schauspieler National“ für Hin und weg. 2016 wurde er für Der geilste Tag in der Kategorie „Bestes Buch Kinofilm“ mit der Romy und gemeinsam mit Matthias Schweighöfer mit der Goldenen Henne in der Kategorie „Publikumspreis Schauspiel“ ausgezeichnet. Die Komödie Willkommen bei den Hartmanns erhielt 2017 den Deutschen Comedypreis.
Für Oskars Kleid und Wochenendrebellen wurde ihm der Bayerische Filmpreis 2022 in der Kategorie Bester Darsteller zuerkannt, für Oskars Kleid eine Romy in der Kategorie Bestes Drehbuch Kino.

## Gesellschaftliches Engagement
Florian David Fitz ist seit April 2010 Schirmherr über den „Interessenverband Tic & Tourette Syndrom e. V. (IVTS)“, welcher es sich u. a. zur Aufgabe gemacht hat, die Lebenssituation von Tic- und Tourette-Betroffenen zu verbessern.
Im Juli 2010 übernahm Florian David Fitz die Schirmherrschaft des Sozialverbandes „AH-TA e. V.“, der sich auf Einzelfallhilfe bei aus Krankheit resultierenden Problemen (vorrangig bei Kindern) spezialisiert hat und unterstützt diesen u. a. durch Auftritte bei Benefizveranstaltungen wie AH-TA's Mitanand 2012, bei der er seinen Comedy-Preis zur Versteigerung spendete.

## Filmografie
- 2000: Der Bulle von Tölz: www.mord.de
- 2000: Das Psycho-Girl
- 2000: Hawaiian Gardens
- 2001: DogShit
- 2001: Ice Planet
- 2001: Polizeiruf 110: Angst um Tessa Bülow
- 2002: Verdammt verliebt
- 2003: Raus ins Leben
- 2004: Triell[20]
- 2004: Einmal Bulle, immer Bulle (Fernsehserie, Folge Gier)
- 2004: Mädchen, Mädchen 2 – Loft oder Liebe
- 2004: Berlin, Berlin
- 2004: Schulmädchen
- 2005: 3° kälter
- 2005: SOKO 5113 (Folge: Tödlicher Belcanto)
- 2005: Rosamunde Pilcher – Der Himmel über Cornwall
- 2005–2007: LiebesLeben (Fernsehserie)
- 2005: Meine verrückte türkische Hochzeit
- 2005: Liebe hat Vorfahrt
- 2005: Ausgerechnet Weihnachten
- 2006: Die Märchenstunde (Dornröschen – Ab durch die Hecke)
- 2006: Eine Chance für die Liebe
- 2006: Fast ein Volltreffer
- 2006: Leon & Lara
- 2006: Summer moved on (Kurzfilm)
- 2007: Noch einmal zwanzig sein …
- 2007–2009: Doktor Martin[21]
- 2007: SOKO 5113 (Folge: Heldentod)
- 2008: Die Liebe ein Traum
- 2008–2011: Doctor’s Diary
- 2009: Die Wölfe
- 2009: Männerherzen
- 2009: Nachtschicht – Wir sind die Polizei
- 2010: Vincent will Meer – Darsteller, Drehbuch
- 2010: Amigo – Bei Ankunft Tod
- 2011: Der Brand
- 2011: Männerherzen … und die ganz ganz große Liebe
- 2012: Die Vermessung der Welt
- 2012: Jesus liebt mich – Darsteller, Regie, Drehbuch
- 2013: Da geht noch was – Darsteller, Drehbuch-Mitarbeit
- 2014: Lügen und andere Wahrheiten[22]
- 2014: Hin und weg
- 2014: Die Lügen der Sieger
- 2016: Der geilste Tag – Darsteller, Regie, Drehbuch, Idee, Co-Produzent
- 2016: Terror – Ihr Urteil
- 2016: Kästner und der kleine Dienstag
- 2016: Willkommen bei den Hartmanns
- 2018: Der Vorname
- 2018: 100 Dinge – Darsteller, Regie, Drehbuch, Co-Produzent
- 2019: Das perfekte Geheimnis
- 2022: Eingeschlossene Gesellschaft
- 2022: Der Nachname
- 2022: Oskars Kleid – Darsteller, Drehbuch
- 2023: Wochenendrebellen
- 2024: Das Signal – Darsteller, Drehbuch
- 2024: Der Spitzname
- 2024: Der Vierer

## Synchronisation
- 2012: Die Hüter des Lichts (Rise of the Guardians, Stimme von Jack Frost)
- 2017: Bailey – Ein Freund fürs Leben (A Dog’s Purpose, Stimme von Bailey)